# 公主海扇蛤
公主海扇蛤（学名：Chlamys princessae）为海扇蛤科錦海扇蛤屬下的一个种。